# Parschlug
Parschlug war bis Ende 2014 eine Gemeinde mit 1735 Einwohnern (Stand: 31. Oktober 2013) im Gerichtsbezirk Bruck an der Mur und im politischen Bezirk Bruck-Mürzzuschlag in der Steiermark. Die Gemeinde wurde am 1. Jänner 2015 im Zuge der steiermärkischen Gemeindestrukturreform mit der Nachbarstadt Kapfenberg vereinigt. Grundlage dafür war das Steiermärkische Gemeindestrukturreformgesetz – StGsrG.
In einer am 27. Oktober 2013 durchgeführten Volksabstimmung sprachen sich 75 % der Bevölkerung gegen eine Eingemeindung bei Kapfenberg aus. Der damalige Gemeinderat von Parschlug fasste den einstimmigen Beschluss, das Gemeindestrukturreformgesetz beim Verfassungsgerichtshof anzufechten und sprach sich damit klar gegen eine Fusion mit Kapfenberg aus. Dieses Verfahren war nicht erfolgreich, der Verfassungsgerichtshof wies die Beschwerde zurück.

## Geografie
Parschlug liegt nördlich von Kapfenberg am Fuße der Zöbererhöhe.

### Ortsgliederung
Das Ortsgebiet umfasst folgende Ortsteile (in Klammern Einwohnerzahl Stand 31. Oktober 2011):
- Göritz (573)
- Parschlug (1151)
- Pönegg (11)
- Pogier

Der Ort besteht aus den Katastralgemeinden
- Göritz und
- Parschlug.

## Geschichte
Die erste urkundliche Erwähnung findet sich in einer Schenkungsurkunde an das Kloster Viktring aus dem Jahre 1203. Um 1800 wurde mit der kommerziellen Nutzung der Braunkohlevorkommen begonnen. Die Gemeinde wurde im Jahre 1854 gegründet. 1959 wurde der Kohlenbergbau in Parschlug eingestellt.

## Politik
Bürgermeister war seit dem Jahr 2002 Franz Jauck von der SPÖ.

### Wappen
Die Verleihung des Gemeindewappens erfolgte mit Wirkung vom 1. Dezember 1959.

Blasonierung (Wappenbeschreibung): „In einem von Grün und Gold geteilten Schild zwei schräggekreuzte goldene Ähren im oberen und das schwarze Bergwerkszeichen (Schlägel und Eisen) im unteren Feld.“

## Sport
Bekanntheit erlangt hat Parschlug auf sportlicher Ebene vor allem durch die erfolgreichen Skifahrer Elisabeth Görgl und Stephan Görgl, die Geschwister fuhren über Jahre hinweg als fixer Bestandteil des österreichischen Nationalteams in der Weltspitze mit.
Der Sportclub Parschlug, er vertritt die Sektion Fußball, wurde 1974 gegründet und gehört seit der 2015 durchgeführten Gemeindefusion der Kapfenberger Sportvereinigung an. In der Saison 2018/19 verfügt der SC Parschlug sowohl über eine Herren- als auch eine Damenfußballmannschaft. 